# Матха
Ма́тха, или матх, — индуистский монастырь, монашеский духовный орден. Представляет собой крупнейшую организационную единицу, центр религиозной жизни индуистских сампрадай и региональной системы храмов. Ядром матха, как правило, являются санньяси во главе с махантом, авторитетным духовным лидером. Традиционно в Индии именно санньяси обеспечивали духовное образование и руководили остальными членами общества, поэтому матхи всегда играли большую роль в жизни индийского общества, являясь центрами культуры, образования и науки. В матхах изучались и преподавались не только богословие и смежные с ним предметы (логика, санскрит), но также и светские дисциплины и искусства.

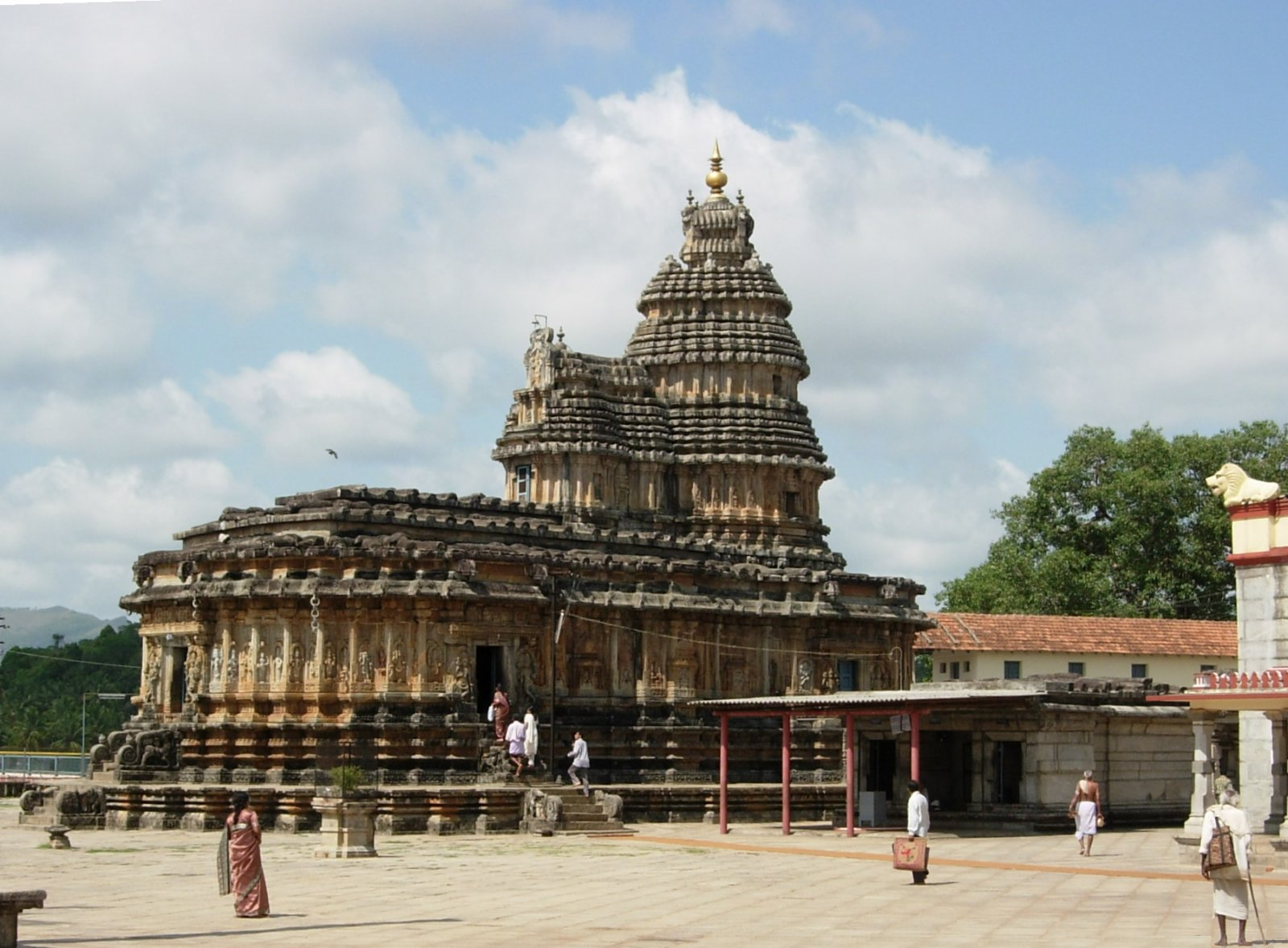
Адвайта-веданта монастырь (Шрингери, Карнатака)

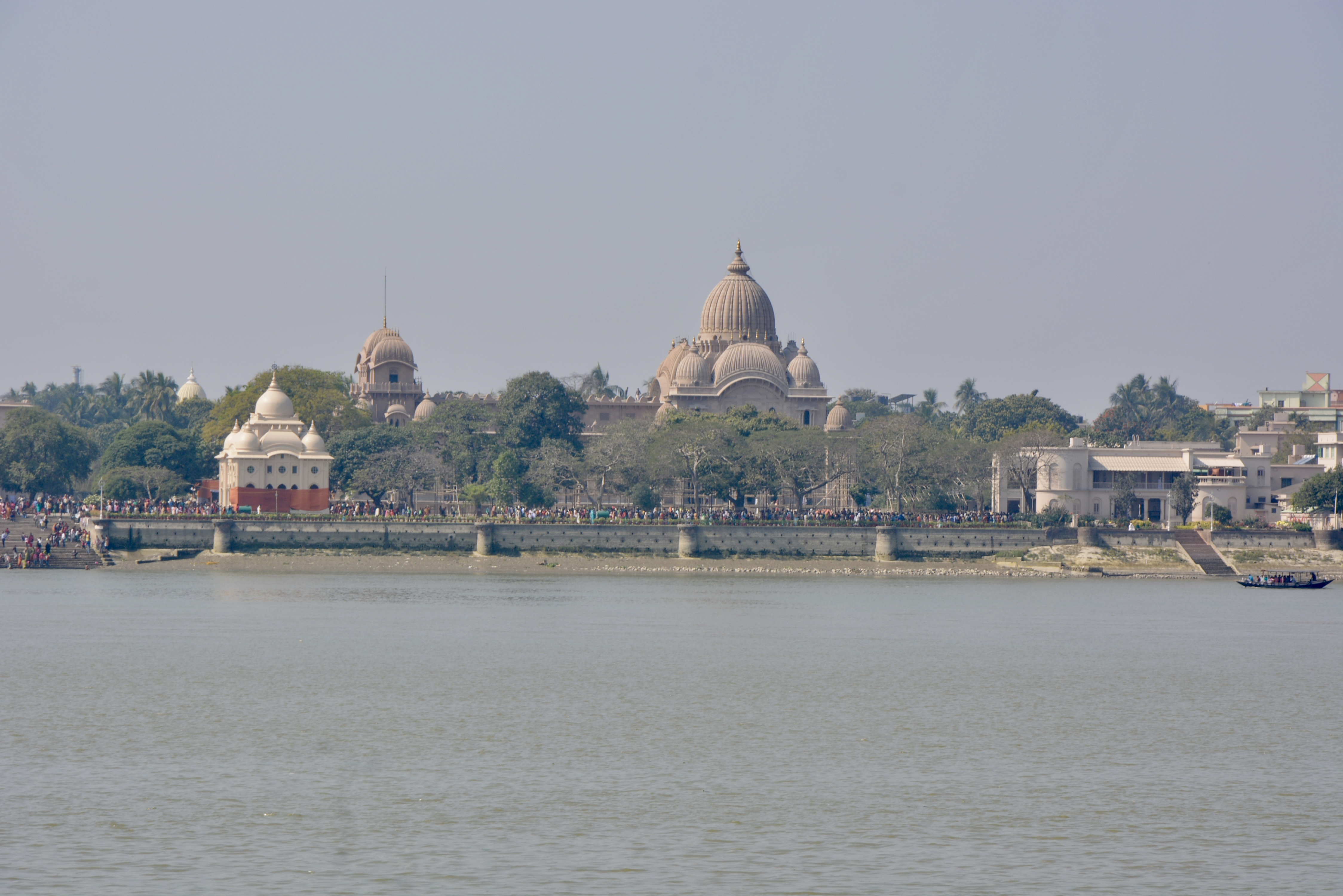
Белур-матх Общества Рамакришны

Принято считать, что первые матхи были основаны Шанкарой в IX веке в Индии. Говорится, что Шанкара основал четыре матха как стратегические пункты, как оплоты индуистской миссионерской деятельности и как центры десяти религиозных орденов своей группы. Четыре матха, основанных Шанкарой, это: Говардхана-матха в Пури (для орденов Аранья и Вана); Джьотир-матха в районе Бадринатха в Гималаях (для орденов Гири, Парвата и Сагара); Сарада-матха в Двараке (для орденов Тиртха и Ашрама); и Шрингери-матха в Южной Индии (для орденов Бхарати, Пури и Сарасвати). Пятый матх, Сарадхапитха в Канчипурам, появился позднее. Каждый из основанных Шанкарой матхов управляется духовным лидером. Глава Шрингери-матха почитается последователями Шанкары как джагат-гуру, или духовный учитель всей Вселенной. Главы всех матхов принадлежат к цепи духовных учителей, восходящей к самому Шанкаре. Они пользуются уважением в индуизме как поборники индуистской веры и за свою учёность в санскрите.
Свои матхи также существуют и в других направлениях и течениях индуизма. Основные матхи последователей шри-вайшнавизма находятся в Шрирангаме и Мелукоте, где они существуют со времён основателя традиции Рамануджи (1017—1137). В Удупи расположена группа из восьми матхов другой вайшнавской традиции — Мадхва-сампрадаи. Они были основаны в XIII веке вайшнавским ачарьей Мадхвой, который проповедовал философию двайты и был ярым противником адвайта-веданты Шанкары. В XX веке свои матхи основала «Миссия Рамакришны» — одно из реформаторских движений в индуизме, основателем которого был Рамакришна.